# Forschung Frankfurt
Forschung Frankfurt ist ein Wissenschaftsmagazin, das von der Präsidentin der  Goethe-Universität in Frankfurt am Main herausgegeben wird. 
Das Magazin erschien erstmals 1983, anfangs in fünf, heute in zwei Ausgaben pro Jahr. Die Themen stammen aus den Geistes- und Sozialwissenschaften, den Naturwissenschaften und der Medizin. Jede Ausgabe widmet sich einem Schwerpunktthema, zu dem ganz unterschiedliche Fächerkulturen zu Wort kommen. Im Jahr 2000 erschien ein umfangreicher Sonderband zur Geschichte der Universität.
Die Auflage des im Format DIN A 4 erscheinenden Magazins Forschung Frankfurt beträgt 8000 Exemplare. Es wird in zahlreichen wissenschaftlichen Bibliotheken geführt und ist im Einzelverkauf, im Abonnement, sowie online erhältlich. Zur Redaktion zählen Anke Sauters (Geistes- und Sozialwissenschaften) und Markus Bernards (Naturwissenschaften und Medizin). Die Internationale Standardnummer lautet ISSN 0175-0992.